# 9665 Inastronoviny
9665 Inastronoviny è un asteroide della fascia principale. Scoperto nel 1996, presenta un'orbita caratterizzata da un semiasse maggiore pari a 3,0771096 UA e da un'eccentricità di 0,1162195, inclinata di 7,71201° rispetto all'eclittica.